# Volea, Kazanka
Volea (în ucraineană Воля) este un sat în comuna Skobeleve din raionul Kazanka, regiunea Mîkolaiiv, Ucraina.

## Demografie
Componența lingvistică a localității Volea
     Ucraineană (61,6%)
     Română (20%)
     Rusă (18,4%)
Conform recensământului din 2001, majoritatea populației localității Volea era vorbitoare de ucraineană (61,6%), existând în minoritate și vorbitori de română (20%) și rusă (18,4%).